# Michigan Left

Schema einer Kreuzung mit Michigan Left. In der gezeigten Anordnung haben die aus Nord und Süd kommenden Fahrzeuge keine Möglichkeit, direkt links abzubiegen. Sie müssen erst nach rechts und dann eine Kehrtwende ausführen.

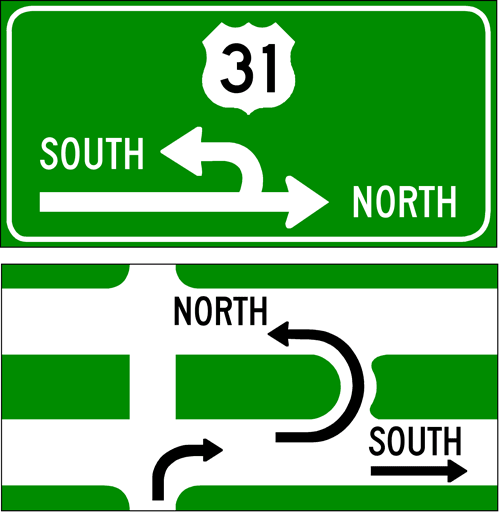
Varianten der Ausschilderung an der Nebenrichtung am fiktiven Beispiel US-31

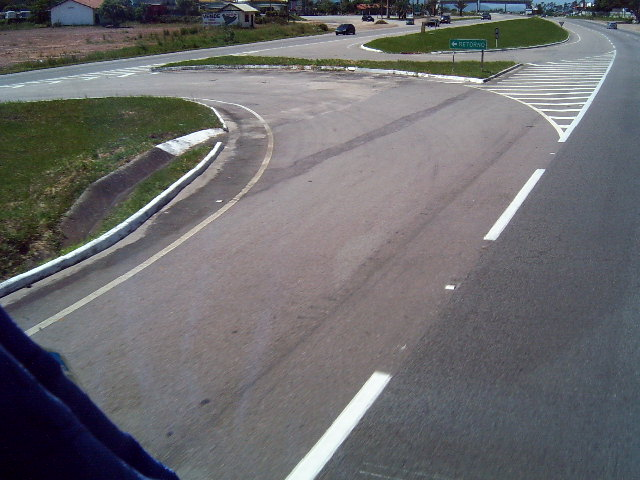
Wendefahrbahn auf der BR-101 in Santa Catarina, Brasilien

Michigan Left auch Median U-Turn (MUT) ist eine unkonventionelle Straßenkreuzung, die vor allem im US-Bundesstaat Michigan verbreitet ist. Die Besonderheit dieser Kreuzungsart liegt darin, dass Fahrzeuge nicht direkt links abbiegen dürfen. Stattdessen müssen sie rechts abbiegen und eine Kehrtwende ausführen. Zu diesem Zweck steht etwa 400 m nach der Kreuzung eine gesonderte Wendefahrbahn zur Verfügung.
Voraussetzung für den Bau einer solchen Kreuzung ist eine Straße mit getrennten Fahrspuren, um genug Platz für die Wendespur zu lassen. Die Kreuzung selbst wird in der Regel mit einer Ampel geregelt.
Die Gestaltung der Kreuzung auf diese Art soll zwei Vorteile bringen: Zum einen soll aufgrund der verringerten Anzahl von Ampelphasen der Verkehrsdurchsatz erhöht werden, zum anderen wird das erhöhte Unfallrisiko beim Linksabbiegen vermieden. Die eingesparte Ampelphase samt deren Gelbphasen und Schutzzeit verlängert die Freigabezeit der Hauptrichtung.

## Texas U-Turn
Der Texas-U-Turn ist eine umgangssprachliche Bezeichnung für eine Verbindungsrampe zum Wenden wie das Michigan Left, die sich zwischen den Holländerrampen unmittelbar vor dem Zubringer einer Anschlussstelle befindet. Sie leitet den wendenden Verkehr außerhalb der Kreuzungen des Zubringers vorbei. Bei der Anwendung eines DDI oder DCD ist der Texas U-Turn obsolet oder eine weitere Fahrspur. Diese Wendefahrbahnen sind in Texas am häufigsten zu finden. Auf den dort vorhandenen Frontage Roads sammelt sich auch der Verkehr, der aus den Nebenrichtungen stammt, die keine Brücke über die Autobahn haben.

## Superstreet
Die Superstreet, auch „J-Turn“ genannt, ist eine lichtsignalfreie und für die Nebenrichtung nicht direkt durchfahrbare Straßenkreuzung, vergleichbar gegenüberliegenden Nebenrichtungen des Michigan Left, und wurde durch den Verkehrsingenieur Richard Kramer aus Alabama Anfang der 1980er Jahre näher erforscht. Neben der „RCUT“ („Restricted Crossing U-Turn intersection“, siehe nächster Abschnitt) wird eine für die Hauptrichtung frei fließenden Verkehrs als Superstreet bezeichnete Variante aufgeführt, welche 2 Wendefahrbahnen beinhaltet, um alle 4 Linksabbieger der Haupt- und Nebenrichtungen und den Durchgangsverkehr der Nebenrichtungen zu bedienen. Diese müssen ausreichend weit von der uneigentlichen Kreuzung entfernt liegen, um dem Querverkehr die Spurwechsel zu ermöglichen. Superstreet und Michigan Left verlegen die Linksabbieger nach hinten, während eine Kreuzung mit kontinuierlichem Verkehrsfluss die Linksabbieger vorverlegt, um sie aus dem Konflikt zu nehmen.

## Restricted Crossing U-Turn Intersection
Eine Restricted Crossing U-Turn Intersection (RCUT) ist eine Variante, bei der die Nebenrichtung ebenfalls nicht direkt durchverbunden ist, aber Linksabbieger der Hauptrichtungen tangential direkt in die Nebenrichtungen links abbiegen. Der Knoten hat zwei im Konflikt stehende Richtungen. Ein Beispiel ist auf der West Big Beaver Road in Troy (Michigan) auf Höhe des Lakeview Drive bei 42° 33′ 41,1″ N, 83° 10′ 52,7″ W.
Gebaute RCUTs
In den US-Bundesstaaten Louisiana, New York, North Carolina, Maryland, Missouri und Utah:
- U.S. Route 17 südlich von Leland (North Carolina) bis zur Staatsgrenze nach South Carolina.[9][10]
- U.S. Route 15 in Frederick County (Maryland), nördlich der Maryland State Route 26

Nach dem Bau dieser RCUTs im Jahr 2009 verringerten sich die Zahl der Unfälle mit Verletzten um 40 %, mit Toten um 70 %, die Zahl der Unfälle mit Sachschäden um 20 %.

## Michigan Urban Diamond Interchange
Michigan Urban Diamond Interchange (MUDI), auch Median U-Turn Interchange (MUT) genannt, ist das Michigan Left in einer Anschlussstelle mit Holländer Rampen, die dadurch drei Brückenbauwerke benötigt und dadurch auf den Zubringer leistungsfähiger wird. Ein Beispiel ist auf der Interstate 696, dem Walter P Reuther Freeway in Southfield bei 42° 29′ 14,5″ N, 83° 14′ 28,3″ W. Im italienischen Foligno sind an der Strada Statale Flaminia dreiarmige MUDI bei 42° 57′ 6,3″ N, 12° 43′ 20,4″ O.

## Anwendung in Deutschland
Ein dreiarmiger ampelgesteuerter Knoten mit um 70 Metern nach hinten verlegten Linksabbiegern ist in Mannheim auf der Ludwigshafener Straße (Bundesstraße 36) auf Höhe der Hermsheimer Straße bei 49° 27′ 49″ N, 8° 30′ 23″ O zu finden.
In Köln befindet sich ein Michigan Left an der Kreuzung Vorgebirgstraße und Ulrichgasse zum Sachsenring, 50° 55′ 26″ N, 6° 57′ 9″ O
In Wiesbaden sind auf dem Kaiser-Friedrich-Ring und der Rheinstraße ähnliche Verkehrsknoten zu finden.
Die Einmündung der Archivstraße auf die Lavesallee in Hannover ist nach dem Prinzip gestaltet, 52° 22′ 8″ N, 9° 43′ 49″ O
In Düsseldorf die Kreuzung der Fleher Straße mit dem Südring, 51° 12′ 2″ N, 6° 45′ 59″ O, die südliche Aachener Straße mit dem Südring, 51° 12′ 0″ N, 6° 46′ 20″ O, die südliche Ulmenstraße (L 56) in die Johannstraße (B 1/B 7/B 8), 51° 15′ 16″ N, 6° 46′ 48″ O, sowie am Mörsenbroicher Ei die südliche Münsterstraße in die Grashofstraße (B 7/B 8), 51° 15′ 2″ N, 6° 48′ 6″ O.
Die Anschlussstelle Bad Birnbach der Bundesstraße 388 (Koordinaten: 48° 25′ 57,4″ N, 13° 5′ 43,2″ O) ist als Michigan Left ausgeführt.